# Zoi Fitsiou
Zoi Fitsiou (Kozani, 14 settembre 1995) è una canottiera greca.

## Biografia
Ha vinto la medaglia d'argento nel singolo leggero ai Campionati europei di canottaggio 2022 a Monaco di Baviera.
È stata medaglia d'argento insieme a Dimitra Kontou ai Campionati europei di canottaggio 2023 a Bled, in Slovenia, nel doppio leggero.
Il duo ha vinto insieme una seconda medaglia d'argento nel doppio leggero ai Campionati europei di canottaggio 2024 a Szeged, in Ungheria, nell'aprile 2024. 
Si sono assicurati la qualificazione ai Giochi Olimpici all'evento finale di qualificazione a Lucerna nel maggio 2024.
Confrontandosi alle Olimpiadi estive del 2024 a Parigi, il duo si è qualificato attraverso le eliminatorie per raggiungere la finale, vincendo poi la medaglia di bronzo.
Ha vinto la medaglia d'argento nel singolo leggero ai Campionati del mondo di canottaggio del 2024.